# فرصت عکس

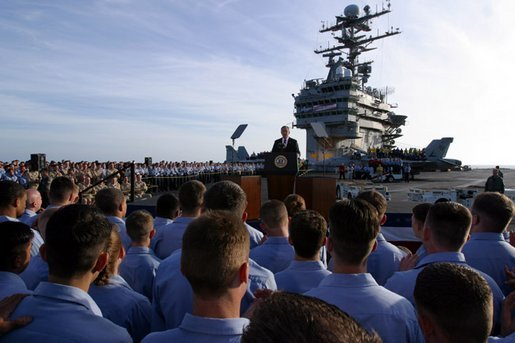
فرصت عکس

عکسِ یادگاری(سیاستمداران) فرصت عکس یا رویداد عکس (به انگلیسی: photo opportunity یا photo op)، فرصتی مقرر برای گرفتن عکس از یک سیاستمدار، یک فرد مشهور یا یک رویداد مهم است.